# Camp Tawiwa
Camp Tawiwa ist ein ehemaliges Raketentestgelände in Libyen nahe der Stadt Sabha, etwa 600 km südlich von Tripolis. Dort testete die private deutsche Firma OTRAG ihre suborbitalen OTRAG-Raketen, nachdem das bisherige Testgelände Shaba North in Zaire nicht mehr zur Verfügung stand.
Der erste Start einer OTRAG-Rakete fand am 3. März 1981 statt. Weitere Starts der OTRAG-Raketen wurden nicht veröffentlicht. Ende 1982 verließ die Firma OTRAG das Land, die noch verbliebenen Raketen wurden wohl vom libyschen Militär bis ins Jahr 1987 gestartet.